# 14845 Геґель
14845 Геґель (14845 Hegel) — астероїд головного поясу, відкритий 3 листопада 1988 року.
Тіссеранів параметр щодо Юпітера — 3,003.